# نصر الأول
نصر الأول (بالفارسية: نصر یکم)؛ توفي أغسطس 892) أمير السامانيين من 865 إلى 892. وهو ابن أحمد بن أسد وخليفته.
مع ضعف ولاة الطاهريين على خراسان على يد الحاكم الصفاري يعقوب بن الليث (861–879)م، كان نصر قادرًا تقريبًا على الحكم كحاكم مستقل. في عام 874م أرسل نصر شقيقه إسماعيل السماني للاستيلاء على مدينة بخارى، التي دمرتها قوات خوارزم مؤخرًا. فتحت له المدينة أبوابها، وعين نصر إسماعيل عليها. ومع ذلك، أدى الخلاف حول مكان توزيع أموال الضرائب إلى اندلاع صراع بين الإخوة في عام 885. في النهاية انتصر إسماعيل، وسيطر على الدولة السامانية. ومع ذلك استمر الخلفاء في الاعتراف بنصر باعتباره الوالي الشرعي. واستمر الوضع حتى وفاته عام 892م.

## سيرته

خريطة خراسان وما وراء النهر.

نصر هو ابن أحمد بن أسد، الذي حكم جزءًا كبيرًا من بلاد ما وراء النهر تحت سيادة الخلافة العباسية. عند وفاة والده، استقل نصر بمعظم ما وراء النهر، بما في ذلك سمرقند، بينما حكم شقيقه يعقوب طشقند. ضعف حكام خراسان الطاهريين على يد الحاكم الصفاري يعقوب بن الليث، مما مكن نصر من الحكم فعليًا كحاكم مستقل. انتهى الفرع الساماني في مدينة هرات الخراسانية عندما هزم يُعقوب وأُسر إبراهيم بن إلياس عام 867م.
طلب رجال الدين الحنفي من مدينة بخارى مساعدة نصر. مع انهيار الطاهريين، سقطت المدينة في فراغ مضطرب في السلطة، وتعرضت لغارات متكررة من قبل الخوارزمين. أرسل نصر قوة تحت قيادة شقيقه الأصغر إسماعيل الساماني لبسط سيطرته على بخارى التي رحبت به. في عام 885، تسبب الخلاف حول مكان توزيع أموال الضرائب في خلاف بين نصر وإسماعيل. تبع ذلك صراع لمدة ثلاث سنوات، انتصر فيه إسماعيل. على الرغم من أنه تولى السيطرة الفعلية على الدولة، إلا أنه لم يطيح بشقيقه رسميًا، وبدلاً من ذلك بقي في بخارى. ذلك لأن نصر كان الوالي الشرعي عند الخليفة العباسي لبلاد ما وراء النهر. لذلك استمر إسماعيل في الاعتراف رسميًا بنصر كحاكم حتى وفاته في أغسطس عام 892م، وفي ذلك الوقت تولى إسماعيل السلطة رسميًا.